# Speedway Team Wolfslake

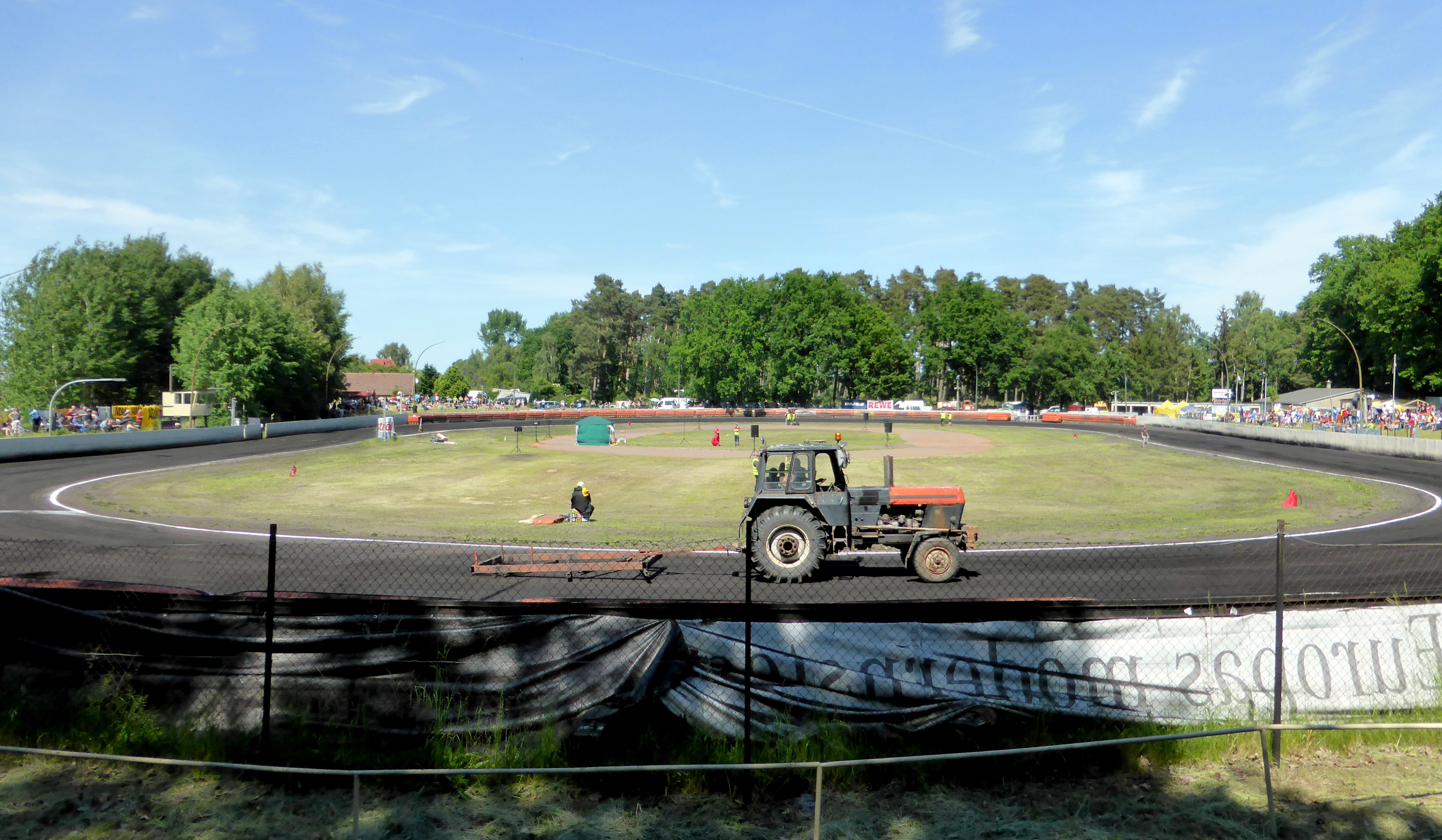
Eichenring Wolfslake

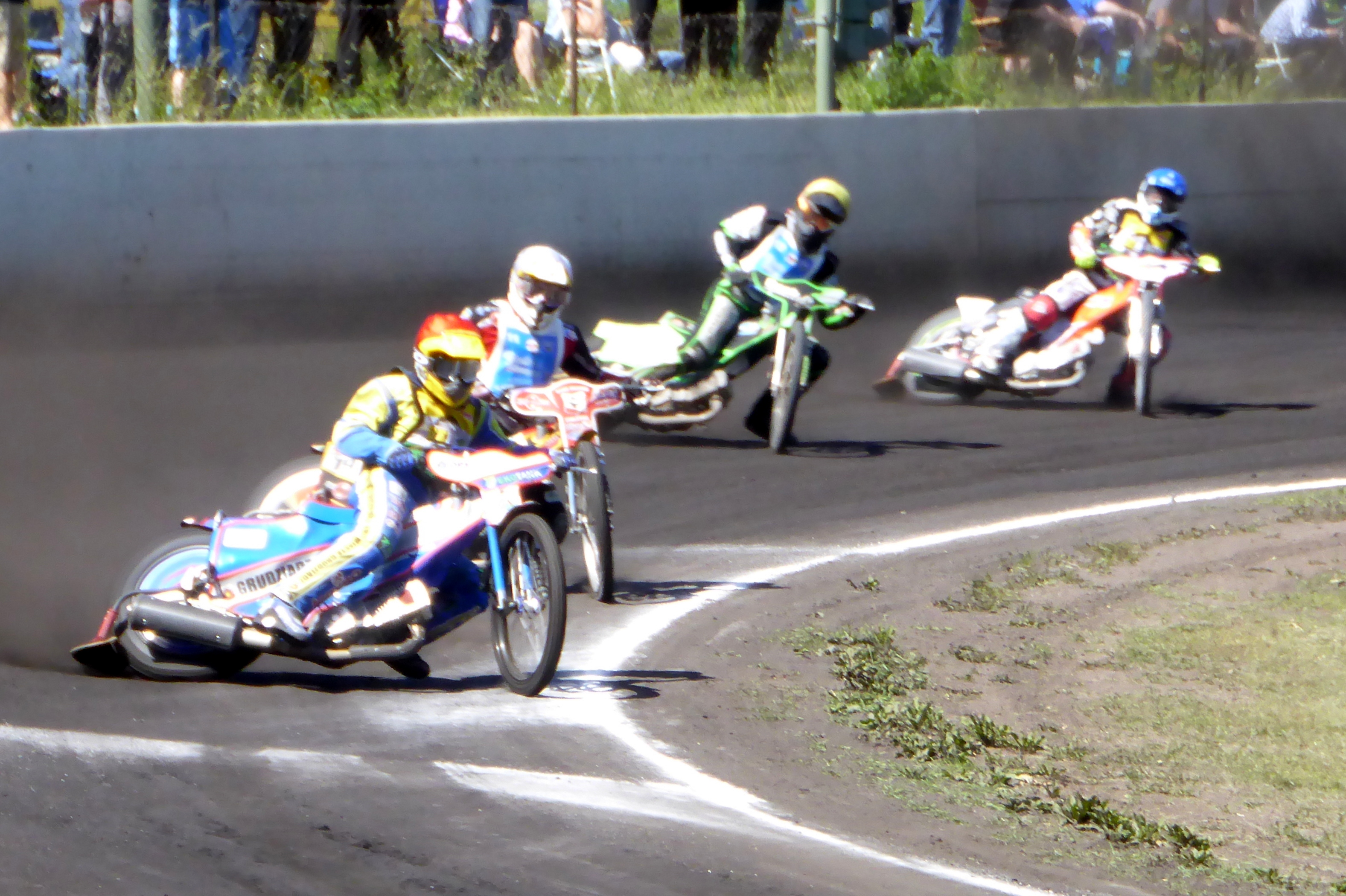
Bundesligarennen gegen Stralsund

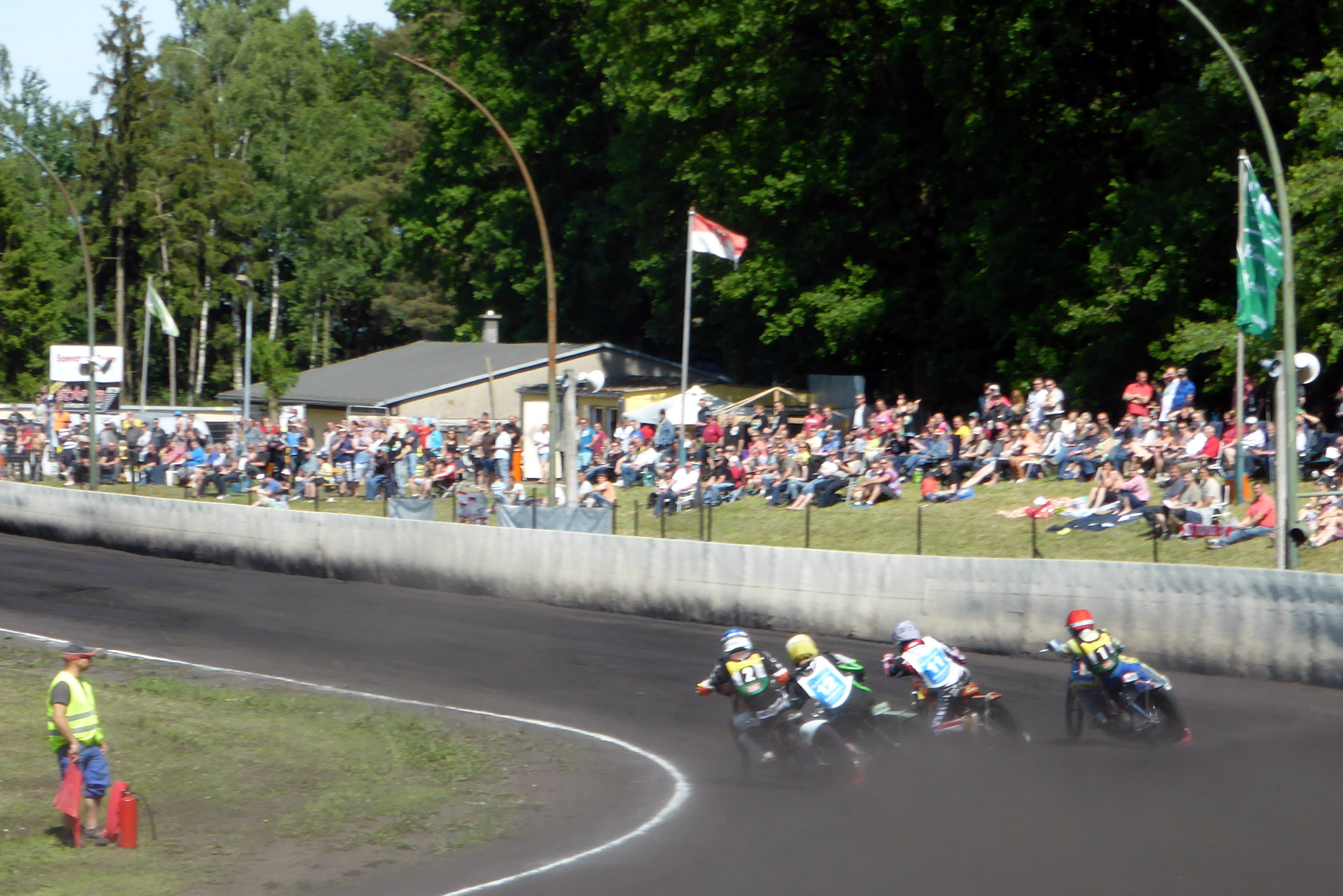
Bundesligarennen gegen Stralsund

Speedway Team Wolfslake e. V. im ADAC, ehemals MC Eichenring Wolfslake und Wolfslake Falubaz Berlin, ist ein Team in der deutschen Speedway-Bundesliga. Das Team gewann 2004 als RG Parchim/Wolfslake die Bundesliga und konnte mehrere zweite und dritte Plätze erringen. Wolfslake trägt seine Heimrennen auf dem 335 Meter langen Eichenring Wolfslake, Gemeinde Oberkrämer etwas nordwestlich von Berlin aus. Seit mehreren Jahren hat Wolfslake eine Kooperation mit dem polnischen Verein ZKŻ Zielona Góra, genannt Falubaz.

## Geschichte
Das erste Rennen auf dem späteren Eichenring fand 1980 statt. Die Veranstaltung selbst war zu DDR-Zeiten nicht genehmigt und nach späteren Angaben ehemaliger Teilnehmer eher illegal als legal. Noch im selben Jahre erfolgte der Bau einer etwas dauerhafteren Bahn und im Jahr darauf, 1981, die Gründung eines Vereins, des MC Eichenring Wolfslake. Das erste offizielle Rennen fand auf einer 365-Meter-Speedwaybahn am 29. August 1981 vor 9.500 Zuschauern statt.
Vor dem Fall der Mauer richtete Wolfslake dreimal (1983, 1986, 1988) Rennen für den Pokal für Frieden und Freundschaft aus; eine internationale Serie von Rennen, an der die besten Fahrer der realsozialistischen Länder teilnahmen. 1990 fand der Pokal dann in Wolfslake erstmals auch mit Fahrern aus Westeuropa statt, in den Jahren 1991/1992 fand auf dem Eichenring das Viertelfinale der Juniorenweltmeisterschaft statt.
Gleichzeitig mit der Öffnung 1990 bekam der Verein Finanzprobleme, da die vorher vorhandene staatliche Unterstützung wegfiel. Der Verein musste um Sponsoren kämpfen und verlor in den Jahren nach 1990 einen großen Teil seiner Mitglieder. 1993 erfolgte die Umbenennung in Speedwayteam (ST) Wolfslake.
Seit 1994 fährt der Verein in der Speedway-Bundesliga. 2001/2002 pausierte er aus finanziellen Gründen. Zwischen 2002 und 2005 bildete er ein Team mit dem MC Mecklenburgring Parchim aus Parchim und errang in dieser Konstellation den bisher größten Erfolg der Vereinsgeschichte als deutscher Mannschaftsmeister.
Ebenfalls 2012 zog sich Wolfslake aus finanziellen Gründen aus der Bundesliga zurück. Teile des Vereins gründeten die Wölfe Wittstock, die dann selbst einige Zeit in der Bundesliga fuhren, 2013 gelang Wolfslake durch die Unterstützung von Falubaz Zielona Góra die Rückkehr.

## Kooperation mit Falubaz Zielona Góra
Speedway ist in Polen ein populärer Motorsport, dessen Besucherzahlen etwa denen des Fußballs ähneln. Rennen werden regelmäßig im Fernsehen übertragen und die polnische Speedway Ekstraliga ist die stärkste und finanziell bestausgestattete Speedway-Liga der Welt. Falubaz aus dem schlesischen Zielona Góra ist einer der Top-Vereine der Liga. Seit 2013 hat er eine Kooperation mit Wolfslake. In Wolfslake können Fahrer von Falubaz zusätzliche Renneinsätze und Praxis bekommen, während diese gleichzeitig das deutsche Team aufwerten. Zudem liegt Zielona Góra nur kurz hinter der deutsch-polnischen Grenze, so dass die Fans sich gegenseitig besuchen und Rennen des jeweils anderen Teams sehen können.

## Erfolge
- Deutscher Mannschaftsmeister: 2004 (als RG Parchim/Wolfslake)
- Zweiter der Bundesliga: 2013, 2011, 2009
- Dritter der Bundesliga: 2008, 2010, 2012, 2014